# 32º Reggimento genio guastatori
Il 32º Reggimento Genio Guastatori è un reparto guastatori dell'Esercito Italiano con sede a Fossano, in provincia di Cuneo. Con il 2º Reggimento genio guastatori  è uno dei due reggimenti guastatori alpini.

## Storia
Nasce come 32º Battaglione il 1º dicembre 1940 a Civitavecchia, presso la scuola guastatori fondata dal colonnello Piero Steiner, incorpora la 3ª Compagnia Folgore, Comandante Tenente Francesco Tuci e la 4ª Uragano, Comandante Tenente Umberto Torregrossa
Partecipa alla seconda guerra mondiale e il 14 gennaio 1941 è inviato a Tripoli dove partecipa agli eventi della campagna del Nord Africa, alle dipendenze del 1º Reggimento Speciale Genio. Il reparto è il primo di questa specialità ad entrare in linea di combattimento. Il 15 agosto 1941 lo stato maggiore dell'esercito sancisce la costituzione del battaglione, attribuendogli la denominazione 32º battaglione guastatori genio, con centro di mobilitazione, il Deposito del 5º reggimento genio a Villa Vicentina.
Sul fronte Africa settentrionale segue le sorti dell'Armata Corazzata Italo Tedesca e la conseguente sconfitta di El Alamein; già prima di questa battaglia il 32º viene sciolto e i 70 superstiti passano al 31º, comandato dal maggiore Paolo Caccia Dominioni. Il 31º, dopo sei mesi di lotta, depone le armi il 13 maggio 1943.

### Ricostituzione
Viene ricostituito il 1º settembre 2002 come 32º battaglione genio guastatori alle dipendenze della Brigata Alpina "Taurinense", per riconfigurazione del 2º battaglione del reggimento genio ferrovieri. L'unità incorpora la compagnia guastatori Taurinense e il 24 settembre 2004 il battaglione diventa reggimento.
Avente precedentemente sede a Torino, a fine 2016 il reggimento è stato trasferito a Fossano nella caserma Gen.Carlo Alberto dalla Chiesa precedentemente sede del II° Battaglione Allievi Carabinieri Ausiliari.

## Onorificenze
Nella sua storia il 32º Reggimento genio guastatori ha meritato le seguenti onorificenze alla bandiera:

### Alla bandiera

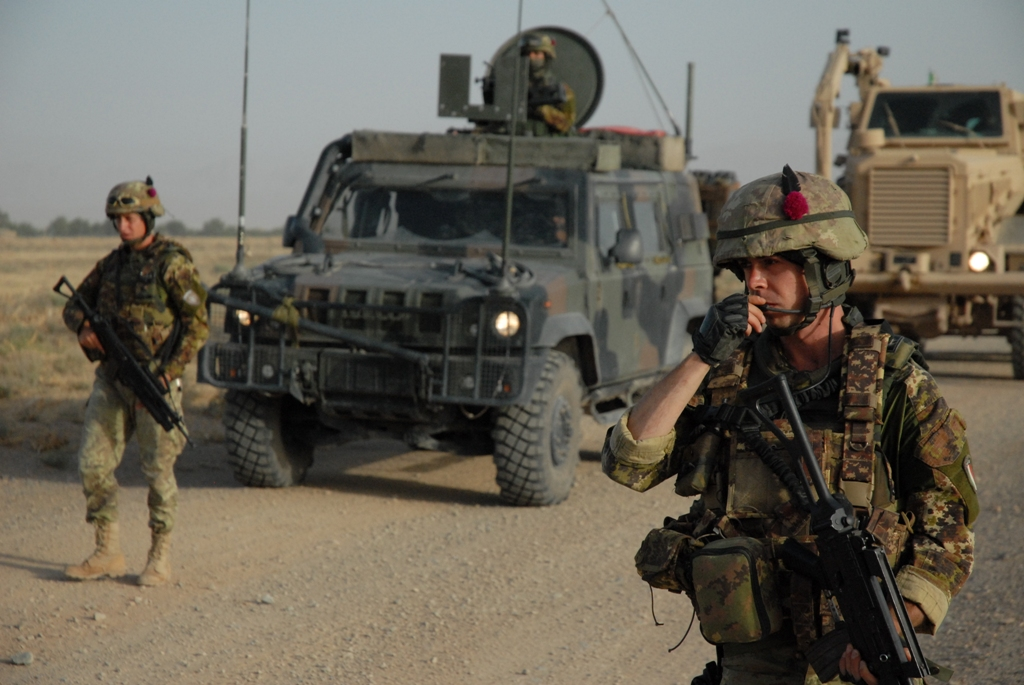
Militari del 32º Reggimento Genio Guastatori
in Afghanistan

## Simboli

### Stemma
(D.P.R. 02.08.2007 Concessione di stemma)